# Kerry Hill
Kerry Hill (* 18. März 1947 in Tākaka) ist ein ehemaliger neuseeländischer Weitspringer und Sprinter.
Bei den British Commonwealth Games 1974 in Christchurch wurde er Zehnter im Weitsprung und Siebter in der 4-mal-100-Meter-Staffel. Über 100 m schied er im Vorlauf aus.
1977 wurde er beim Leichtathletik-Weltcup in Düsseldorf Siebter im Weitsprung.
Von 1973 bis 1975 wurde er dreimal in Folge Neuseeländischer Meister im Weitsprung. Seine persönliche Bestleistung in dieser Disziplin von 7,49 m stellte er am 17. März 1973 in Hamilton auf.